# Savigny-le-Sec
 Savigny-le-Sec  là một xã thuộc tỉnh Côte-d’Or trong vùng Bourgogne-Franche-Comté miền đông nước Pháp.